# Tudomány és Technika Háza (Miskolc)
A Tudomány és Technika Háza (általában Technika Háza) Miskolcon, a Népkert közelében, a Görgey Artúr utca 5. szám alatt helyezkedik el.

## Története
Miskolcon az 1960-as évek végére alakult ki az a koncepció, amely szerint a Népkert mellett egy többé-kevésbé összefüggő területen „kultúr- és sportcentrumot” szándékoztak kialakítani. Ennek a tervnek az első megvalósult építménye a Miskolci Sportcsarnok volt, a Rónai Művelődési Központ már korábban létezett a Mindszent téren (akkor Magyar-szovjet barátság tere), majd 1972-ben átadták a II. Rákóczi Ferenc Megyei Könyvtárat is. Ez előtt kialakult egy terület, amit eredetileg szálloda céljára tartottak fenn. Végül azonban a MTESZ (Műszaki és természettudományos Egyesületek Szövetsége) és a Miskolci Egyetem javaslatára a tudomány és a technika otthonának szánt épület megvalósítása mellett döntöttek. A ház eleve többcélú hasznosításra volt tervezve, a MTESZ központja mellett ide tervezték az ÉMÁSZ (Észak-magyarországi Áramszolgáltató Vállalat) kirendeltségét és másokat (TIT, HN, Vöröskereszt stb.). Néhány kiszemelt cég a költségekre hivatkozva mondta le a beköltözést.
A Tudomány és Technika Háza terveit Bodonyi Csaba készítette el, alapkövét 1985-ben rakta le Kapolyi László ipari miniszter és Fejti György megyei MSZMP-elnök. A fő kivitelező a Borsod Megyei Állami Építőipari Vállalat volt. Az építkezés kissé elhúzódott, csak 1989-re lett kész. Ennek részben az volt az oka, hogy a munkálatok során fontos szerepet szántak a társadalmi munkának.
Az építkezést – nem a tervezést és nem a kivitelezést – kezdetben némi ellenérzés fogadta, mondván, zsúfolttá teszi a Népkert nyugati részét, elnyomja és eltakarja a könyvtár épületét. Az átadást követően azonban megszűntek a kritikai hangok, az épület Miskolc általánosan dicsért, reprezentatív épületévé lett, építészeti és épületgépészeti szempontból is a korszerűséget képviselte. A külső részeket a sima, világos betonfelületek, a belső tereket a vöröstégla-borítás uralta. Az irodákon kívül előadótermek kaptak helyet benne, és volt kávéháza is. Kezdetben konferenciáknak, tudományos rendezvényeknek, továbbképzéseknek adott helyet, de a rendszerváltás után eredeti célú kihasználtsága csökkent, majd meg is szűnt.

## Napjainkban
Az épületet 2016-ban teljes egészében felvásárolta egy cégcsoport, amely megkezdte az épület teljes külső és belső felújítását, átalakítását. A Tudomány és Technika Házában 2017 májusában átadtak egy modern rendezvény- és konferenciaközpontot, egy 400 fős előadóteremmel, egy 60 fő befogadására alkalmas sajtó- és klubszobával, egy, az oszlopcsarnokban kialakított 80 fő befogadására alkalmas kávézóval, valamint öt darab, egyenként 20–30 fős szekciós teremmel.

## Érdekességek
- Az épület előtt áll Drozsnyik István A nappalok és éjszakák elválása tücsökzenére című kompozíciója.
- 2013 júniusában az épület előtt, illetve részben külső részeinek felhasználásával a Miskolci Operafesztivál keretében előadták Giuseppe Verdi Traviatáját.

## Képek

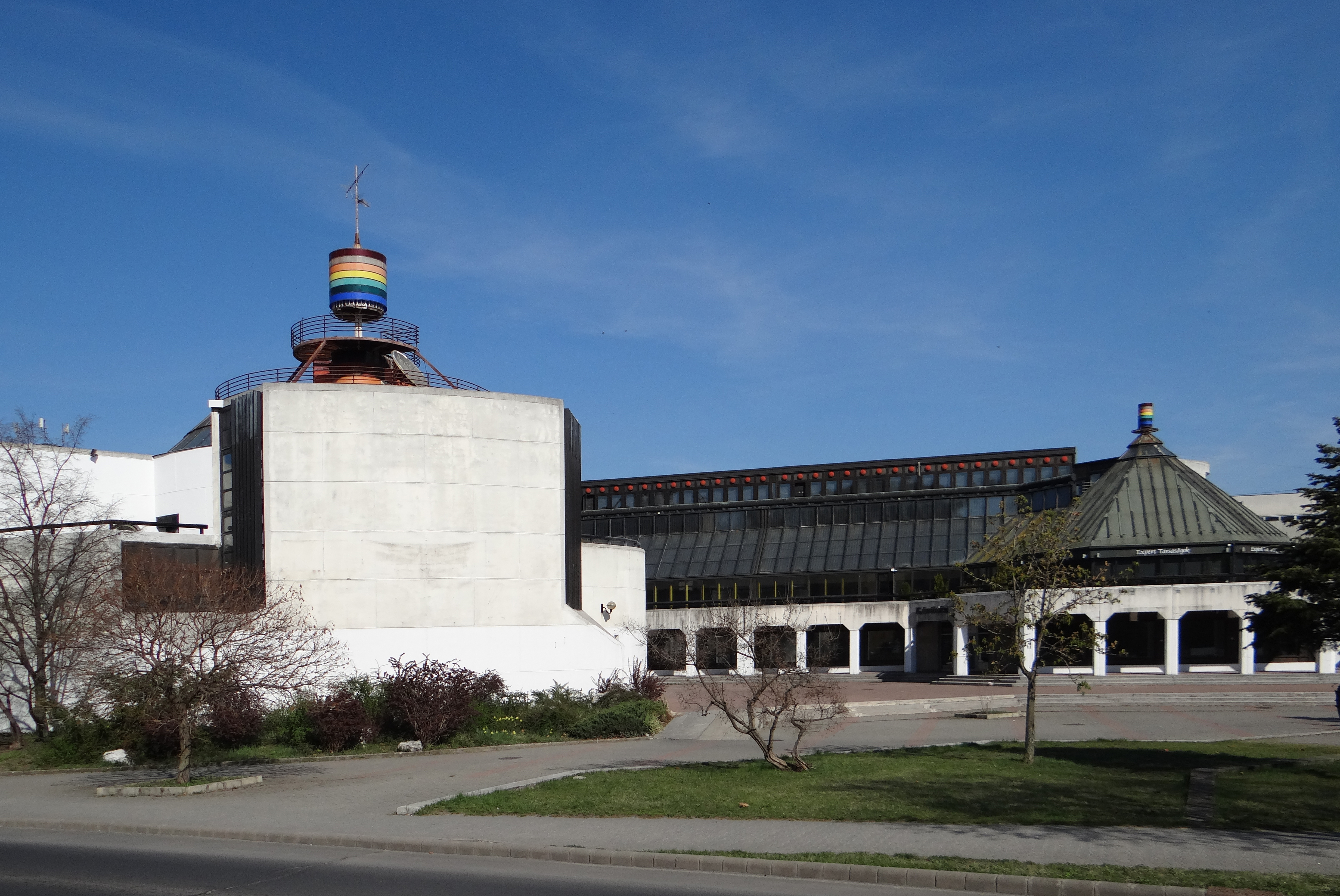
A Technika háza
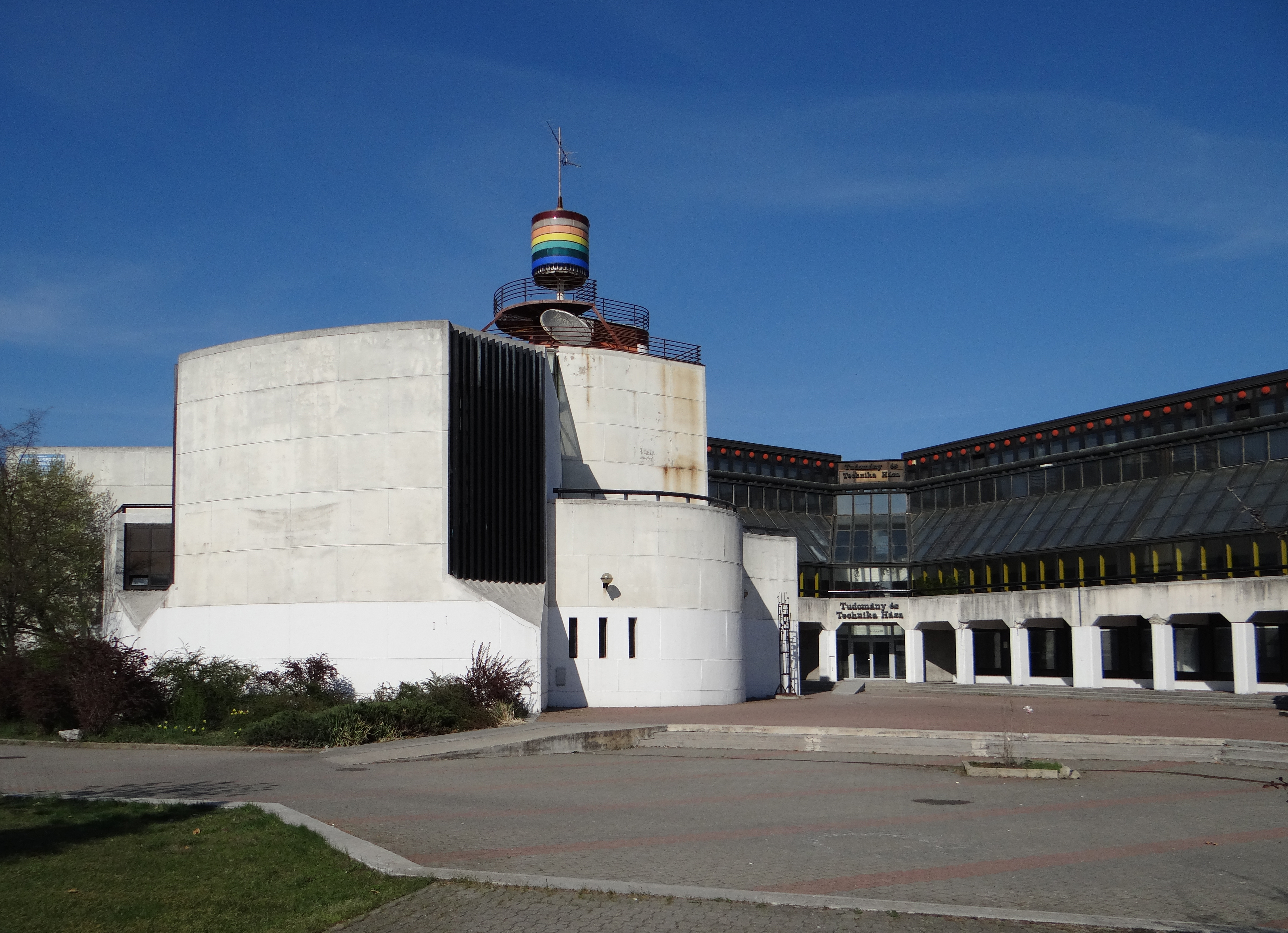
A Technika háza
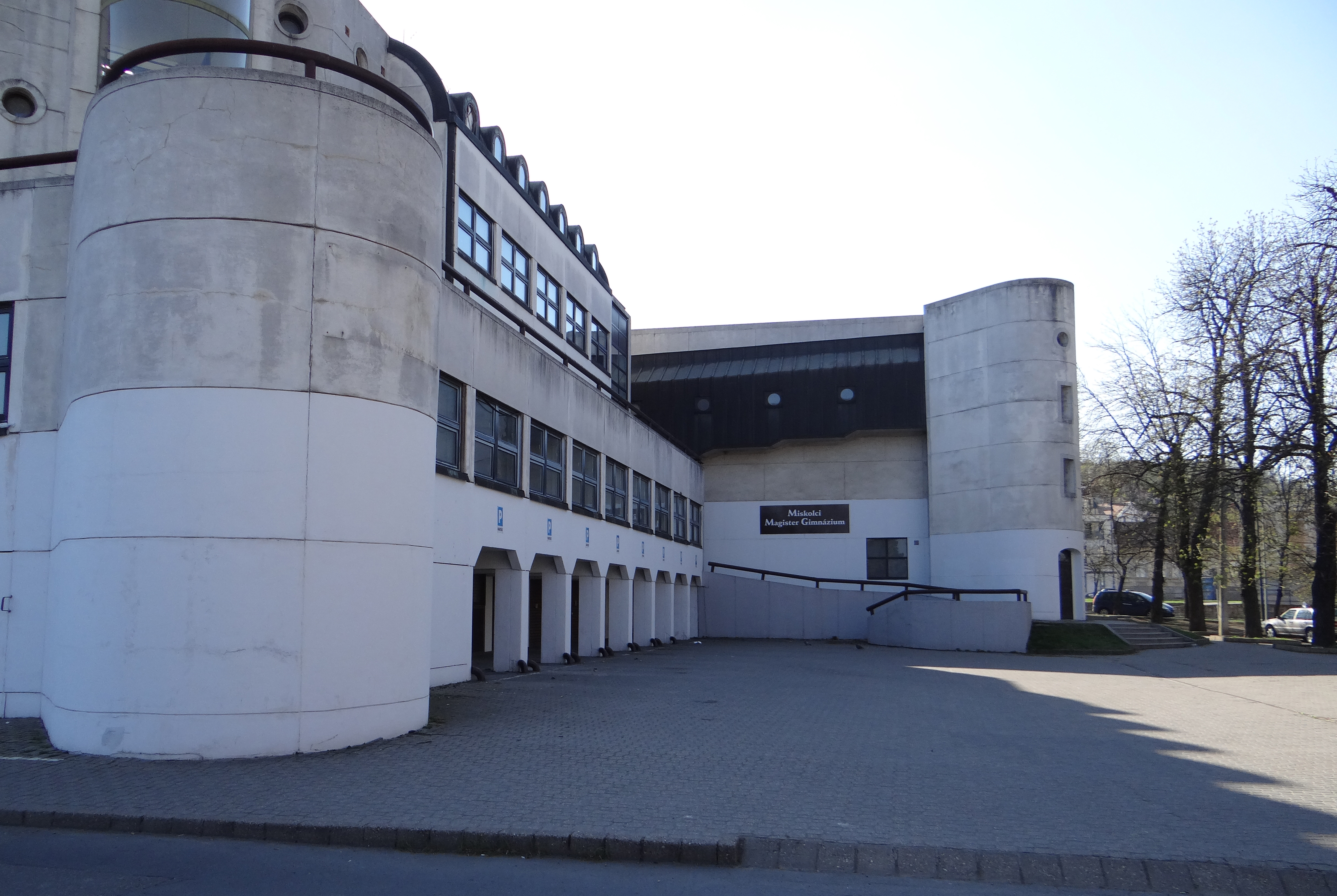
Az északi oldal
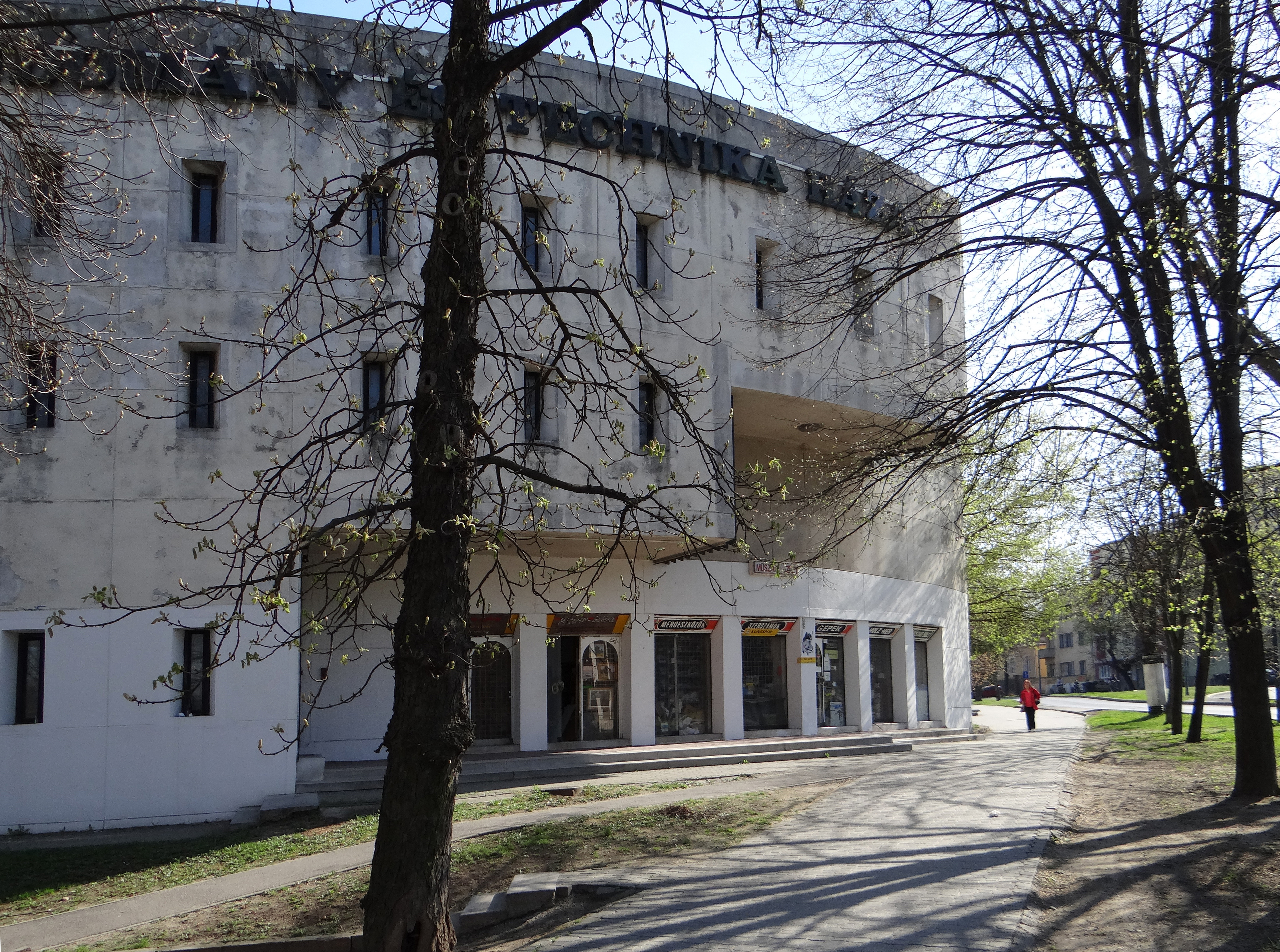
Északnyugati részlet
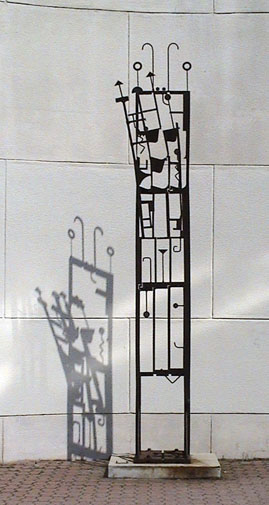
Drozsnyik István acélkompozíciója az épület előtt
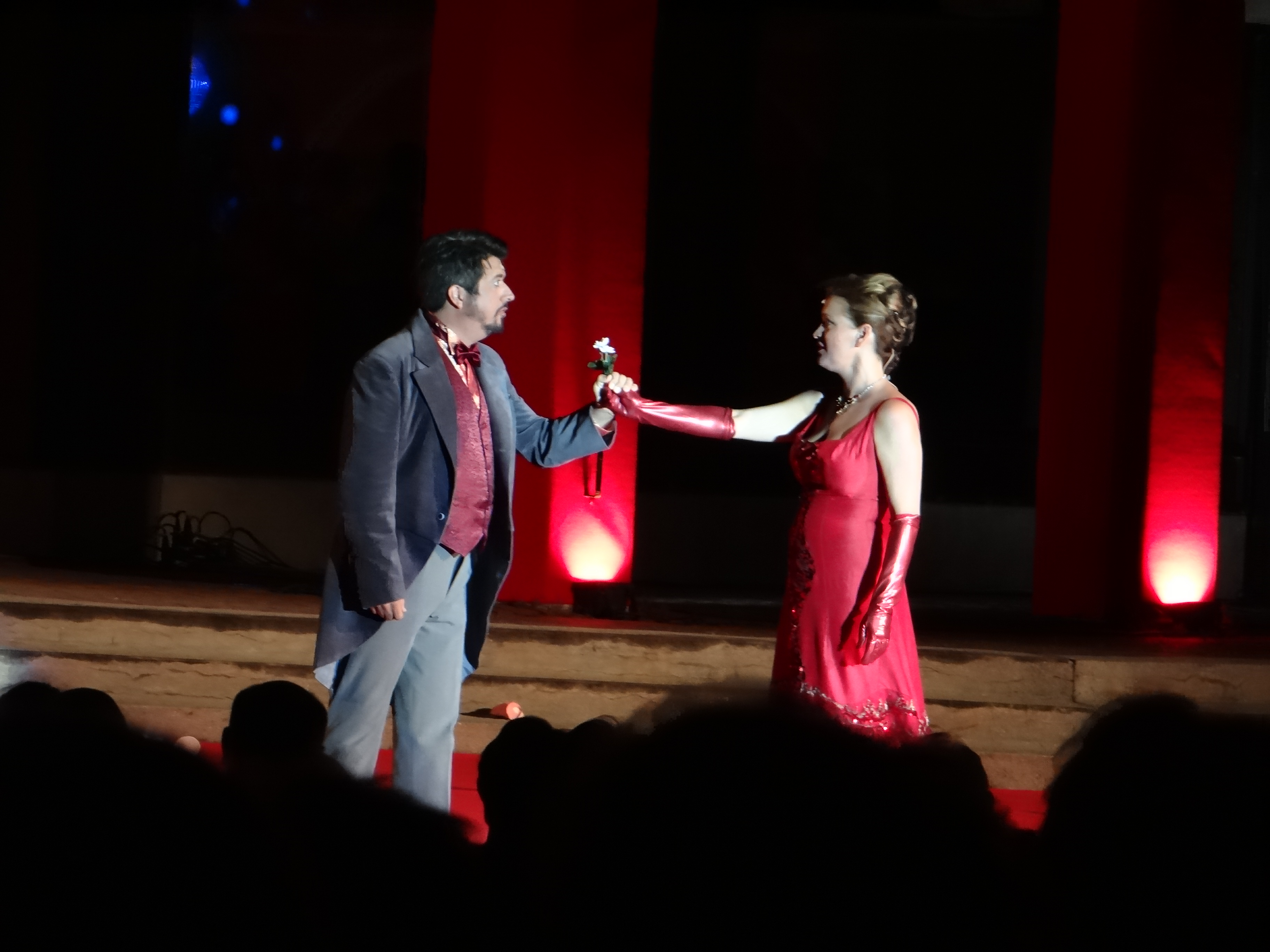
A Traviata a Technika Háza előtt (Violetta ‒ Keszei Borbála, Alfred ‒ László Boldizsár)